# Navour-sur-Grosne
Navour-sur-Grosne é uma comuna francesa na região administrativa da Borgonha-Franco-Condado, no departamento de Saône-et-Loire. Estende-se por uma área de 22.76 km². Em 2010 a comuna tinha 681 habitantes (densidade: 29,9 hab./km²).
Foi criada em 1 de janeiro de 2019, a partir da fusão das antigas comunas de Clermain (sede da comuna), Brandon e Montagny-sur-Grosne.